# Rize (district)
Rize is een Turks district in de provincie Rize en telt 133.258 inwoners (2007). Het district heeft een oppervlakte van 250,1 km². Hoofdplaats is Rize.
De bevolkingsontwikkeling van het district is weergegeven in onderstaande tabel.
| 1997    | 2000    | 2007    |
| ------- | ------- | ------- |
| 118.975 | 127.320 | 133.258 |